# Baron Vilmos
Baron Vilmos (Budapest, 1889–?) magyar nemzeti labdarúgó-játékvezető.

## Pályafutása
Játékvezetésből 1921-ben Budapesten a Magyar Futballbírák Testülete (BT) előtt vizsgázott. A Magyar Labdarúgó-szövetség (MLSZ) által üzemeltetett labdarúgó bajnokságokban kezdte sportszolgálatát. A BT minősítésével NB II-es, majd II. fokú (4 éves működés) minősítéssel, az NB I bírója. Küldési gyakorlat szerint rendszeres partbírói szolgálatot is végzett. 1925-től III. fokú minősítésű bíró. Vezetett kupadöntők száma: 1.
| Időpont           | Helyszín                          | Mérkőzés típusa                          | Mérkőzés         | Eredmény | Nézők száma |
| ----------------- | --------------------------------- | ---------------------------------------- | ---------------- | -------- | ----------- |
| 1926. december 8. | Hungária körúti Stadion, Budapest | Magyar labdarúgókupa döntő első mérkőzés | Kispesti AC–BEAC | 1 – 1    | 300         |

Szakmai munkáját elismerve a Bírói Testület ezüstjelvénnyel és kis-plakettel tüntette ki.

## Külső hivatkozások
- Baron Vilmos. magyarfutball.hu. (Hozzáférés: 2022. június 28.)